# DEEN PERFECT ALBUMS+1 〜20th Anniversary〜
『DEEN PERFECT ALBUMS+1 〜20th Anniversary〜』（ディーン パーフェクト アルバム プラスワン - トゥエンティース アニバーサリー）はDEENのアルバムBOX。

## 作品の解説
- 1stアルバム「DEEN」～12thアルバム「Graduation」までのオリジナルアルバム全12作と、過去の未発売音源を収録した＋1「PREMIUM DISC」の13枚組ボックスセットである。
- LPサイズ ジャケット仕様、フォトブック封入。
- アルバムは、全てデジタルリマスター処理が施されている。

## 収録アルバム
※カッコ内はオリジナル発売日。
Disc 1
1st「DEEN」(1994.9.14)
Disc 2
2nd「I wish」(1996.9.9)
Disc 3
3rd「The DAY」(1998.12.16)
Disc 4
4th「'need love」(2000.5.24)
Disc 5
5th「pray」(2002.11.20)
Disc 6
6th「UTOPIA」(2003.11.5)
Disc 7
7th「ROAD CRUISIN'」(2004.8.18)
Disc 8
8th「Diamonds」(2006.10.11)
Disc 9
9th「DEEN NEXT STAGE」(2009.2.25)
Disc 10
10th「LOVERS CONCERTO」(2009.12.2)
Disc 11
11th「クロール」(2010.7.28)
Disc 12
12th「Graduation」(2011.6.15)
Disc 13
+1「PREMIUM DISC」
1. 銀色の夢 ～All over the world～ English Version
2. 夢であるように～テイルズ オブ デスティニーVersion～
3. ひとりじゃない ～TV Version～
  - アニメで実際に使用されたものとは異なる、エンディングに一部音が追加された未発表バージョンである。
4. 君さえいれば ～TV Version～
5. MY LOVE ～TV Version～
6. 哀しみの向こう側 ～TV Version～
7. 永遠の明日 ～テイルズ オブ ハーツ Version～
8. このまま君だけを奪い去りたい -Triangle Cover Version-
9. このまま君だけを奪い去りたい ～キセキVersion～
10. このまま君だけを奪い去りたい ～Acoustic version～
11. このまま君だけを奪い去りたい